# SpeedStep
Enhanced SpeedStep és una sèrie de tecnologies d'escala de freqüència dinàmica (anomenada Geyserville i que inclou SpeedStep, SpeedStep II i SpeedStep III) integrades en alguns microprocessadors Intel que permeten canviar dinàmicament la velocitat de rellotge del processador (a diferents estats P). ) per programari. Això permet que el processador compleixi les necessitats de rendiment instantànies de l'operació que s'està realitzant, alhora que minimitza el consum d'energia i la generació de calor. EIST (SpeedStep III) es va introduir en diverses sèries Prescott 6 el primer trimestre de 2005, és a dir, el Pentium 4 660. La tecnologia Intel Speed Shift (SST) es va introduir al processador Intel Skylake.

La tecnologia Intel SpeedStep millorada de vegades s'abreuja com a EIST. La marca comercial d'Intel "INTEL SPEEDSTEP" es va cancel·lar perquè la marca registrada es va invalidar el 2012.

## Explicació
L'execució d'un processador a altes velocitats de rellotge permet un millor rendiment. Tanmateix, quan el mateix processador funciona a una freqüència (velocitat) més baixa, genera menys calor i consumeix menys energia. En molts casos, la tensió del nucli també es pot reduir, reduint encara més el consum d'energia i la generació de calor. Mitjançant l'ús de SpeedStep, els usuaris poden seleccionar l'equilibri de conservació d'energia i rendiment que més els convingui, o fins i tot canviar la velocitat del rellotge de manera dinàmica a mesura que canvia la càrrega del processador.
La potència consumida per una CPU amb una capacitat C, que funciona a freqüència f i voltatge V és aproximadament:
{\displaystyle P=CV^{2}f}
Per a un processador donat, C és un valor fix. Tanmateix, V i f poden variar considerablement. Per exemple, per a un 1.6 GHz Pentium M, la freqüència de rellotge es pot reduir en 200 MHz disminueix en el rang d'1,6 a 0,6 GHz. Al mateix temps, el requeriment de tensió disminueix d'1,484 a 0,956 V. El resultat és que el consum d'energia es redueix teòricament en un factor de 6,4. A la pràctica, l'efecte pot ser més petit perquè algunes instruccions de la CPU utilitzen menys energia per tic del rellotge de la CPU que altres. Per exemple, quan un sistema operatiu no està ocupat, tendeix a emetre instruccions d'aturada x86 (HLT), que suspenen el funcionament de parts de la CPU durant un període, de manera que utilitza menys energia per tick del rellotge de la CPU que quan s'executa productivament. instruccions en el seu estat normal. Per a una taxa de treball determinada, una CPU que s'executi a una velocitat de rellotge més alta executarà una proporció més gran d'instruccions HLT. L'equació simple que relaciona la potència, la tensió i la freqüència anterior tampoc té en compte el consum d'energia estàtica de la CPU. Això tendeix a no canviar amb la freqüència, però sí amb la temperatura i el voltatge. Els electrons calents i els electrons exposats a un camp elèctric més fort tenen més probabilitats de migrar a través d'una porta com a corrent de "fuga de porta", donant lloc a un augment del consum d'energia estàtica.
Els processadors més antics com el Pentium 4-M, que utilitzen versions anteriors de SpeedStep, tenen menys increments de velocitat de rellotge. La tecnologia SpeedStep és en part responsable del consum d'energia reduït del processador Pentium M d'Intel, part de la marca Centrino.